# 方廷縣 (印第安納州)
方廷县（英語：Fountain County）是位於美國印第安納州西部的一個縣。面積1,031平方公里。根據美國2000年人口普查，共有人口17,954人。縣治卡溫頓（Covington）。
成立於1825年12月20日，1826年4月1日生效。縣名紀念在莫米河之役陣亡的詹姆斯·方廷少校。